# Наталија Николајевна Гончарова
Наталија Николајевна Гончарова, у првом браку Пушкина, у другом — Ланска (27. август (8. септембар) 1812., Тамбовска област — 26. новембар (8. децембар) 1863., Санкт Петербург) — супруга Александра Пушкина. Седам година након његове смрти удала се за генерала Петра Петровича Ланског. Њена улога у догађајима око Пушкиновог двобоја и данас је тема расправа, мада су новооткривени документи и писма значајно променили перцепцију њене личности.

## Порекло
Наталијин отац, Николај Афанасијевич Гончаров (1787- 1861), потицао је из породице трговаца и индустријалаца који су племићку титулу добили за време владавине царице Јелисавете Петровне. У 1789. години, издата је посебна уредба оцу Николаја Афанасијевича - Афанасију Николајевичу, чиме је Катарина Велика подтврдила право наслеђивања племићке титуле породици Гончаров. Николај Афанасијевич био је једини син у породици. Стекао је одлично образовање: савршено је знао немачки, енглески и француски (један од његових учитеља био је Будри— брат Жана Пола Марата), течно је говорио руски, за разлику од осталих чланова породице, компоновао је поезију, свирао је виолину и виолончело.
У 1804. години Николај Гончаров се уписао на Колегијум спољних послова у Санкт Петербургу, а 1808. добио је чин колешког асесора и ступио на место секретара московског гувернера.
Наталијина мајка — Наталија Иванова Гончарова (1785—1848), рођена Загрјажскаја, — била је наврунука украјинского хетмана Петра Дорошенка из последњег брака са Агафијом Еропкином. По породичном предању, Наталија Ивановна је незаконита ћерка Еуфрозине Улрике, баронице Посе (рођене Липхарт) и Ивана Александровича Загрјажског. После смрти њене мајке 1791. године бригу о њој је преузела жена Ивана Александровича, Александра Степановна, и «дала све од себе да легитимише Наталијино рођење, штитећи сва њена наследна права“». Према другој верзији, Иван Загрјажски се оженио францускињом у Паризу, али према биографима Наталије Николајевне, прва хипотеза је вероватнија.
Наталија Ивановна и њене полусестре - Софија и Катарина, уживале су покровитељство Наталије Загрјажскине, дворска дама Катарине Велике, и све три сестре су постале дворске даме царице Јелисавете Алексејевне. На двору је Наталија Ивановна, коју је одликовала изванредна лепота коју је, по породичној традицији, наследила од баронице Посе, привукла пажњу миљеника царице Алексеја Охотникова у ког се заљубила. Брак Наталије Ивановне са Николајем Гончаровим, из ових или других разлога, био је, према неким биографима, „исхитрен“ . Судећи по фотографијама, венчање је било величанствено: на венчању је била присутна цела царска породица, а млада се облачила у одајама царице Марије Фјодоровне.
- Отац Наталије Николајевна – Николај Афанасијевич Гончаров, 1810. година.
- Мајка Наталије Николајевне – Наталија Ивановна Загрјажска (Гончарова), 1800-те г.
- Деда Наталије Николајевне – Афанасије Николајевич Гончаров

## Детињство и младост
Наталија Николајевна је била пето од седморо деце Гончарових. Најмлађа, ћерка Софија, рођена је и умрла у 1818. години. Наталиа је рођена у селу Кариан, Тамбовска област, породичном имању Загрјажских, на које су се Гончарови преселили током Наполеонове инвазије на Русију 1812. године. Наталија је детињство и младост провела у  Москви и на имањима Јарополец (Московска губернија) и Полотњани Завод (Калушка губернија).
Ситуација у породици била је тешка. У Полотњани Заводу свим је управљао Наталијин деда, Афанасије Николајевич. Рођаци су морали да трпе присуство његове љубавнице, францускиње мадам Бабет. Наталијин отац узалуд је покушавао да уразуми расипног Афанасија Николајевича, али га је он 1815. године уклонио из управе имања. Наталијини родитељи преселили су се у Москву, а своју најмлађу ћерку оставили су под старатељством свог деде, који ју је волео и размазио. Наталија је живела на имању око три године .
Крајем 1814. године Николај Афанасијевич почео је да пати од менталне болести. У почетку је породица веровала да је болест изазвана повредом главе након пада са коња. Касније су се, међутим јавиле сумње у тачност дијагнозе: према писмима његове жене Николај Афанасијевич је много пио. Алкохолна зависност можда је била последица неочекиваног уклањања са функције управитеља имања и схватања да је Афанасије Николајевич уништио породицу - током 40 година протраћио је скоро 30 милиона.
Наталија Ивановна Гончарова била је заносна жена тешког карактера, импресионирана неуспешним породичним животом. Према сведочењу Александре Арапове, ћерке Наталије Николајевне из другог брака, мајка није волела да прича о свом детињству. Наталија Ивановна строго је одгајала децу, захтевајући безусловну послушност.
Судећи по студентским свескама сачуваних у архивама Гончарових, Наталија и њене сестре - Катарина и Александра - добиле су добро кућно образовање. Деца су учила руску и светску историју, географију, руски језик и књижевност. Поред француског који су сви млађи Гончарови знали врло добро (касније је Наталија Николајевна изјавила да јој је писање на француском много лакше него на руском), учили су немачки и енглески језик. Најстарији брат Димитриј дипломирао је са "веома добрим успехом" на Московском универзитету, Иван је студирао у приватном интернату, а Сергеј је стекао кућно образовање. Истраживачица Пушкиновог стваралаштва, Лариса Черкашина, сматра да је Наталија стекла исто образовање као и Сергеј.. По речима Надежде Еропкине, Наталија Николајевна је од раног детињства остављала утисак о својој лепоти, врло рано је почела да улази у секуларно друштво и увек је имала обожаваоце..

## Упознавање са Пушкином 1828—1831
Пушкин је упознао Наталију Гончарову на московском балу у децембру 1828. године. У априлу 1829. запросио ју је преко Фјодора Толстоја-Американца. Одговор мајке Гончарове био је нејасан: Наталија Ивановна је сматрала да је 16-годишња ћерка у то време била премлада за брак, али коначног одбијања није било. Пушкин је отишао у војску Ивана Паскјевича на Кавказ. Према песнику, "непланирана чежња га је отерала" из Москве, очајан је да је његов углед слободоумног човека, преувеличен гласинама, утицао на одлуку Наталијине мајке.. У септембру исте године вратио се у Москву и имао хладан пријем код Гончарових. Према сећањима брата Наталије Николајевне, Сергеја, „Пушкин је имао честе несугласице са Наталијом Ивановном, зато што је говорио о манифестацијама побожности и о цару Александру Павловичу», старија Гончарова била је изузетно побожна и веома је поштовала покојног цара. Политичка непоузданост песника, његово сиромаштво и страст према картама такође су имали утицаја на њено мишљење о њему. .
У пролеће 1830. године Пушкин је био у Санкт Петербургу, где је путем заједничког познаника, добио поруку од Гончарових која му је улила наду. Вратио се у Москву, дао свој други предлог и 6. априла 1830. године добио сагласност за венчање. Према једном од познаника Гончарових, Наталија Николајевна је сама убедила своју мајку да дозволи венчање.. Под тајним надзором, Пушкин је требало да обавести цара Николаја I о сваком потезу. У писму од 16. априла 1830. године Александру Бенкендорфу, преко ког се одвијала читава преписка Пушкина са царем , он најављује своју намеру о женидби. Назива своју ситуацију "лажном и сумњивом" и додаје: "Госпођа Гончарова се боји да ће своју кћер дати некоме ко се не допада цару." На крају писма је затражио дозволу за штампање раније забрањене трагедије Борис Годунов. У одговору, Бенкендорф је поменуо угодно мишљење Николаја I о вестима о женидби и негирао је да је Пушкин био под надзором, али нагласивши да је њему, као царевом пуномоћнику, поверен "надзор" и "саветовање" песника.
У мају 1830. године Пушкин и Наталија Ивановна са ћеркама посетили су Полотњани Завод: младожења је требао да се представи глави породице - Афанасију Николајевичу. Владимир Безобразов, који је посетио имање 1880. године, видео је на једном од албума Пушкинове песме упућене вереници, и њен песнички одговор .
Венчање је требало да буде одржано 6. маја 1830. године, али је одложено због преговора о миразу. Много година касније, Наталија Николајевна је рекла Павлу Аненкову да је „њихово венчање било неизвесно због свађа младожење и таште“. . У августу исте године умро је Пушкинов стриц Василиј Љвович. Венчање је поново одложено и Пушкин је отпутовао у Болдино како би преузео део имања које му је доделио отац. Ту се задржао због епидемије колере. Пре одласка у Нижњеновгородску губернију Пушкин се посвађао са Наталијом Ивановном, вероватно због мираза: она није желела да уда кћерку без мираза, али осиромашени Гончарови нису имали новца. У писму написаном под утицајем препирке са будућом таштом, Пушкин је изјавио да је Наталија "савршено слободна" и да ће оженити њу или се никада неће оженити. Одговор невесте, примљен 9. септембра у Болдину, умирио га је, и он се помирио са будућом таштом. Због епидемије колере, Пушкин остаје у Болдину три месеца, а ово се време показало као један од најплоднијих периода у његовом стваралаштву. Вративши се у Москву, Пушкин је заложио имање под хипотеку и део новца (11 хиљада) предао ташти за Наталијин мираз. Наталија Ивановна је као поклон за венчање дала хипотеку на својим дијамантима, а невестин деда — бакарни кип Катарине Велике, који је из Немачке донео А. А. Гончаров. Од новца, добијеног од хипотеке имања, Пушкин је заложио 17 хиљада како би обезбедио годишње потребе.

## Брак с А. С. Пушкином
Венчање Наталије и Пушкина било је 2. марта (18. фебруара, по старом стилу) 1831. у московској Вознесењској цркви. Када су размењивали бурме, Пушкинова је пала на под, а затим му се угасила свећа. Пушкин је пребледео и рекао "Крај - лоши предзнаци"
У писму свом пријатељу Петру Плетњову, Пушкин је убрзо након венчања написао: "Ожењен сам и срећан, имам жељу да се ништа у мом животу не промени, не желим ништа боље. Мислим да сам се препородио. " Младенци су боравили у стану у Москви који је песник изнајмио пре венчања (данашња адреса је Арбат 53). Средином маја 1831. године, на иницијативу Пушкина, који није желео да се ташта меша у његов породични живот, преселили су се у Царско Село. Пар се настанио у викендици Китајева, и неколико месеци су водили прилично самотан живот примајући само блиске пријатеље и рођаке. Познато је да је Наталија Николајевна помагала Пушкину у преписивању његових дела: сачуване су њене  преписке «Тајних записа Катарине Вилике» (фрагменти), «Дневника расправа» (фрагменти) и «Кућа у Коломни». У јулу, због епидемије колере, царска породица се преселила у Царско село. У писму свом деду, Наталија Николајевна извештава да је одабрала „најпопуларнија места“ за шетње, пошто је чула да цар и његова супруга желе да је упознају током шетње. Пушкинова мајка тако говори својој сестри о састанку Пушкина са царским паром:
…цар и царица су срели Наташу и Александра, стали су да разговарају са њима, а царица је рекла Наташи да јој је веома драго што је упознала њу и пуно добрих и лепих ствари. А сада, не желећи то уопште, приморани су да се појаве на двору..
У другом писму, Пушкинова мајка написала је да је двор био одушевљен Наталијом Николајевном, царица је одредила дан када треба да је посети: "То је Наташи врло непријатно, али мораће да је испоштује.".
У јесен 1831. године, Пушкини су се преселили из Царског Села у Санкт Петербург и настанили се у кући удовице Брискорн у улици Галернаја, старији брат Наталије Николајевне Дмитриј живео је у истој улици. Два Пушкинова брата такође су служила у Санкт Петербургу. Тетка Наталије Николајевне, дворска дама Катарине Загрижскаје, снажно је везана за њу, штити је у секуларном друштву, брине се о њој, као рођеној кћерки и материјално јепомаже.
Лепота Пушкине оставила је утисак у секуларном друштву Санкт ПетербургаШаблон:Ref+. Пушкин је испрва био поносан на секуларне успехе своје жене. Дарија Фикељмон у свом дневнику бележи изглед песникове супруге, али истовремено каже да „нема много памети и чини се да је мало уображена“. Фикељмонова је за Пушкина написала:
… престаје да буде песник у њеном присуству, чинило ми се да ју је јуче упознао… .
Савременици су приметили суздржаност, готово хладно понашање Наталије Николајевне, њену непопустљивост . Према писцу Николају Рајевском, одраслом изван Санкт Петербурга, и она се, попут њених каснијих сестара, брзо навикла на друштво, али никада се није уклапала. Напоменуо је да је, као супруга "првог песника Русије", мушкарца који није имао само пријатеље, већ и непријатеље, Пушкина од самог почетка била у "тешкој ситуацији": неки су очекивали да у њој виде савршенство, други " су тражили њене недостатке како би могли да понизе поносног песника " . Много касније, Наталија је написала да сматра да је откривање осећаја према њој "непристојност. Само Бог и неколицина изабраних имају кључ од мог срца.".
Наталија Николајевна је 19. маја 1832. године родила прво дете, кћерку Марију, а 6. јула 1833. сина Александра. Рођење унука донекле је побољшало однос између Пушкина и таште, која, чини се, цени његову наклоност према деци. У писмима својој супрузи Пушкин током путовања стално помиње децу (најчешће имена двоје најстаријих), тражећи да му каже о свему што се догађа код куће. Узнемирава га недостатак довољних средстава: "Можемо имати више новца, али трошимо много." Више пута се у својој преписци пита шта ће се десити са његовом породицом у случају његове смрти..
Дуго се веровало да се Наталија Николајевна не посвећује породици и дому, већ да су је занимале само друштвене активности. Значајну улогу у стварању ове слике игра књига Павла Шоголева "Двобој и смрт Пушкина", у којој аутор тврди да је главни садржај Пушкиновог живота био "секуларно романтична љубав". Са друге стране, Шоголев је напоменуо да нема много документованих материјалних извора. Накнадна студија архива Гончарових, Пушкинова писма родбини променила су представу о њеној личности. Они помажу у стварању комплетнијег Наталијиног портрета. На пример, преписка сестара не потврђује раније мишљење да након пресељења код Пушкинових сву бригу о домаћинству води њена сестра Александра Николајевна Гончарова.. Истраживачи напомињу да се, за разлику од сестара, Наталија Николајевна у писмима никада не хвали на своје успехе у друштву, у већини њих је посвећена дому, деци и раду њеног супруга. Супротно уваженом мишљењу, „поетична Пушкина“ била је практична и поуздана када је реч о њеним рођацима и блиским људима. Дакле, она је активно учествовала у суђењу Гончарових са закупцима њихових предузећа. Касније, када је Пушкин почео да објављује часопис, током његовог одсуства, Наталија Николајевна је извршила његова упутства која су се односила на часопис Савременик.
У јесен 1832. умро је Наталијин деда, Афанасије Николајевич Гончаров. Испоставило се да је имање Гончарових оптерећено дугом од милион и по рубаља, а наследници су морали да наставе неколико парница. Дмитриј Гончаров постаје старатељ свог оца, напушта посао на Факултету за спољне послове, одлази у Московски архив и преузима управљање породичним имањем. Није могао покрити дедине дугове и плаћао је камате на хипотеке током читавог живота (понекад веће од износа дуга).
Породица Пушкин, након што је нестало новца од хипотеке породичног имања, била је готово стално у тешкој финансијској ситуацији. Живот у Петербургу био је скуп, породица се проширила, Пушкини су, као и многи други, држали велику кућу због „престижа“. Посете свету су такође захтевале знатне трошкове. Пушкин је понекад играо и губио новац у картама. Његова плата за услуге у Министарству спољних послова (пет хиљада рубаља годишње) била је довољна само за плаћање стана и викендице.
Крајем децембра 1833. године Николај I је пушкину доделио најнижу дворску титулу камер-јункер. Према песниковим пријатељима, он је био веома љут: ову титулу су обично добијали млади људи. У дневнику 1. јануара 1834. године Пушкин је написао:
Пре три дана сам добио титулу камер-јункера (што не приличи мојим годинама). Али двор је хтео да Н. Н. [Наталија Николајевна] плеше у Аничкову.
У писмима, Пушкинови родитељи извештавају о великом успеху снаје на двору и жале што проводи превише времена на баловима .
Наталија је 1834. године позвала своје сестре у Санкт Петербург. Александра и Катарина су тежиле главном граду у нади да ће решити животна питања, али њихова мајка је одбијала да их доведе у јавно друштво и оне су провеле неколико година на селу. Пушкина је убедила свог супруга о исправности овог корака, и он сам је разумео ситуацију девојака.. Две сестре се усељавају код Пушкинових и почињу да излазе у свет. Плаћају им боравак од новца који су добијале од брата Дмитрија. Убрзо, захваљујући напорима њихове тетке Загрјажске, Катарина је постала дворска дама, али упркос обичају није се преселила у палату, већ је наставила да живи са породицом своје сестре. .

## Наталија Николајевна и д'Антес
У 1835. години Наталија Николајевна је упознала гардисту царске коњичке гарде Жоржа д'Антеса . Према руском филологу и Пушкинисту, Модесту Хофману, све док се д'Антес није појавио у животу породице Пушкин, „нико није повезивао њено име (Наталија Николајевна) ни са једним другим именом“, иако се знало да цар према њој није равнодушан. Нико је не назива кокетом која жели да привуче обожаватеље . Наталији Николајевној није имало шта да замери пре сусрета са д'Антесом . Д'Антес је почео да се удвара Наталији Николајевној, а то покреће гласине о сумњивој вези између њих. И данас се још увек расправља о њеном понашању и улози у догађајима који су претходили дуелу између Пушкина и д'Антеса. Неки истраживачи, као и познате руске песникиње Ана Ахматова и Марина Цветајева, сматрају да је Наталија Николајевна директно или индиректно одговорна за Пушкинову смрт.
Године 1946. Анри Троја објавио је два одломка из писама из архиве д'Антеса, која су му доставили његови потомци. Писма из 1836. године написао је д'Антес Лују Хекерну, који је у то време био у иностранству. У њима д'Антес најављује своју нову страст. Њен је субјект „најлепше створење у Санкт Петербургу“ (име даме се не помиње), женин муж је „бесно љубоморан“, али она воли д'Антеса. Руски превод ових писама, који је урадио угледни пушкиниста Мстислав Цјавловски, први пут је објављен 1951. године.. Цјавловски је веровао да је непозната дама Пушкинова супруга:
У искреност и дубину д'Антесових осећања према Наталији Николајевној, на основу представљених писама, не може се сумњати. Штавише, у обострано осећање Наталије Николајевне према д'Антесу такође се не може сумњати.
Међутим, други познати пушкиниста, Дмитриј Благој, примећује - и сматра да је то врло важно што Пушкина, иако ју је д'Антес одушевио, „остаје верна своме супругу“. . Н. А. Рајевски скреће пажњу на друго д'Антесово писмо у којем каже да жена одбија да „превари супруга“:
 Искрена, како су сви веровали, Наталија Николајевна је у улози кнегиње Татјане ... Није познато да ли је одиграла ову улогу до краја, али је почетком 1836. године несумњиво желела да одигра .
Истовремено, према Рајевском, даљи ток догађаја показује, „да д'Антес није постигао свој циљ у вези са Наталијом». Биографи Наталије Николајевне, Ирина Ободовска и Михаил Дементијев указују да д'Антесова писма нису проучавана са археографске тачке гледишта, а без тога је немогуће потврдити време њиховог писања. По њиховом мишљењу, садржај писама ствара утисак „намерне“, невероватности ове „романтичне приче“. Д'Антесове речи да је обожавао даму и бринуо се да то сачува у тајности биле су у супротности са његовим поступцима: упорно удварање Наталији, широко познато у јавности , брак са сестром Наталије Николајевне и касније отворено изазовно понашање. Поред тога, д'Антесово удварање почело је и раније, крајем 1835. године, и Хекерн је био свестан тога.
Ободовска и Дементијев су сугерисали да су та писма накнадно написана и да је „ово још једна сплетка у прогону Пушкина“, и можда је песникова непријатељица Идајла Полетика учествовала у њиховом стварању , или их је д'Антес сам написао касније, желећи да се оправда, и оставио их у својим архивама . Са друге стране, италијанска преводитељка Серена Витале, која је 1995. године објавила писма која је Хекер добио од д'Антесовог праунука,, не сумња у њихову аутентичност. По њеном мишљењу, Пушкина је била „узрок“: није одбила д'Антеса, „није желела да прекине слатку игру“, „и да је прекинула своју везу са д'Антесом, Пушкин не би умро“.
У документарном роману „Око дуела“ Семјон Ласкин је претпоставио да је непознаница из д'Антесових писама сама Идалија Полетика. Пушкина, којој се д'Антес јавно удварао, послужила је само као "параван" који је скривао његову романсу са Идалијом. Истраживачи одбацују ову хипотезу.. Према мишљењу Ј. Лотмана, д'Аантесу је била потребна велика романса са популарном лепотицом (Наталија Николајевна) како би одвратио пажњу друштва од праве природе његове везе са Хекером.
Наталију Николајевну су такође окривили за састанак са д'Антесом у Полетикином стану . Овај састанак познат је из приче Вере Вјаземске у записима П. И. Бартенева (Полетикино име се крило иза иницијала НН) и писма Густаву Фризенхофу, супругу Александре Гончарове, које му је написала Арапова 1887. године. Вероватно се Арапова обратила својој тетки ради објашњења. У име Александре Николајевне, која је тада већ била парализована, њен супруг је написао одговор. Истраживачи напомињу да Арапова писмо није објавила и уопште га није споменула у својим мемоарима. Датум састанка није познат. Према једној верзији, Наталију Николајевну је позвала Идалија Политика која је знала да ће ту бити и д'Антес. Према другој, Пушкина добија писмо од д'Антеса у којем је моли да се састану како би разговарали о "важним питањима". . Стела Абрамович, историчарка руске књижевности и ауторка књиге о Пушкину, верује да је управо овај састанак, који је одржан (према њеној верзији) 2. новембра, довео до анонимне клевете која је Пушкина изазвала да изазове д'Антеса на двобој у новембру 1836. године. Други истраживачи сматрају да се посета десила у јануару 1837. (понекад се спомиње датум 22. јануар), а Пушкин је наводно за њега сазнао из анонимних писама, након чега двобој постаје неизбежан. Такође постоји мишљење да сусрет Наталије и д'Антеса није имао одлучујућу улогу у догађајима који су претходили двобоју. Ободовска и Дементјев такође примећују да не постоје поуздани докази да се састанак уопште одржао, а према савременицима треба поступати са великим опрезом..
У студијама о Пушкину постоји верзија да је породични живот супружника био закомпликован односом сестре Наталије Николајевне, Александре и Пушкина. В. Ф. Вјаземска је рекла Бартеневу да је најстарија од сестара Гончарових била је заљубљена у свог зета. Кнез Александар Трубецки, који је служио са д'Антесом у коњици, чак тврди да је она имала везу са Пушкином. Све ове гласине потврђује А. Арапова, која не престаје да клевета своју мајку. У ствари, сви само репродукују речи Идалије Политике која је наводно имала признања и саме Александре Николајевне. Према Ободовској и Дементијеву, Александра је жртва клевете коју су ширили непријатељи песника, пошто је била на страни породице Пушкин пре двобоја..

## Последњи месеци живота, двобој и смрт Пушкина
У јесен 1835. године Пушкин је отишао у Михајловско, где се надао послу, али болест мајке натерала га је да се врати раније него што је планирао. Последње раздобље Пушкиновог живота било је тешко: дугови породице су расли , дозвољено му је да објављује часопис Савременик, али не може да објављује у другим публикацијама. Часопис није био успешан међу читаоцима, било је само 600 претплата, што није покривало ни трошкове штампања, као ни накнаде сарадницима. Низ његових сукоба са истакнутим члановима друштва сведочи о песниковом потиштеном стању . У пролеће 1836. умрла му је мајка Надежда Осиповна. Пушкин, који јој је у последњим данима живота постао веома близак са њом, дубоко је био ожалошћен губитком . Писмо Наталије Николајевне (јул 1836), откривено у архиви Гончарових, указује да је савршено разумела стање мужа. У њему, без Пушкиновог знања, тражи од брата Дмитрија, да јој одреди издржавање једнако издржавању својих сестара. Она пише о Пушкину: „Стварно не желим мужа мучити са свим мојим ситним кућним пословима, и без тога видим колико је тужан, потиштен, не може спавати ноћу и, стога, није у могућности да ради у таквом расположењу да би обезбедио средства за живот: да би могао да пише, глава мора да буде растерећена“.

### Пасквила. Први изазов
На јесен је д'Антесово удварање Наталији Николајевној постало још отвореније, трачеви су почели у секуларном друштву. Атмосфера у којој су се Пушкини нашли у овом периоду, јавни трачеви око њихове породице и д'Антеса у потпуности су описани у дневнику Марије Мердер . Дана 3. новембра је песниковим пријатељима била послата анонимна пасквила са увредљивим алузијама упућеним Наталији Николајевној. Пушкин је, дознавши о писмима следећега дана, био уверен да су она дело д'Антеса и његовог очуха Луиса Хичерена. Навече 4. новембра он је послао изазов (не наводећи разлог) за двобој д'Антесу, који је Хичерен примио. Хичерен је затражио од Пушкина одлагање одговора за 24 сата јер је д'Антес био на дежурству. Наталија Николајевна схвата шта се дешава и преко свог брата Ивана одмах позива Пушкиновог књижевног ментора, Жуковског из Царског села. Захваљујући учешћу Жуковског и Загрјажске, двобој је спречен. Д'Антес је објавио да му је циљ био оженити сестру Наталије Николајевне Катарину. Пушкин је 17. новембра послао свом секунданту Сологубу писмо да одустаје од двобоја. Током вечери истог дана званично је објављена веридба д'Антеса и Катарине Гончарове..

### Д'Антесово венчање. Двобој
Предстојећи брак није смирио ситуацију и односи се и даље погоршавају. Породица Пушкин не прихвата д'Антесове посете, а он се састаје са вереницом код њене тетке Загрјажске. Породица, међутим, почиње д'Антеса да среће у јавном друштву. Трачеви у Петербургу не престају, напротив, обавештење о браку само их јача. Говорило се да се д'Антес жртвује да би „спасио части своју вољену“ јер се жени женом коју не воли..
Грофица Дарија Фикелмон у својим белешкама о двобоју и смрти Пушкина бележи:
... јадна жена [Н. Н. Пушкина] била је у веома тешком положају. Не усуђујући се разговарати са својим будућим зетом, не усуђујући се подићи поглед према њему, јер су посматрани од стране читавог друштва, стално је дрхтала, не желећи да верује да је д'Антес више волео њену сестру, она се, наивношћу или, боље речено, својом невероватном једноставношћу. Н. Рајевски је, анализирајући овај запис, сматрао неопходним да укаже на то да у вези са догађајима који су претходили двобоју Фикелмон скептично говори „о уму и карактеру песникове жене <...> она сматра да су обоје слаби“. свађала са супругом о могућности такве промене у срцу онога чија јој је љубав била драга, можда само ради таштине..
Према Фикелмоновој, Пушкин је био посебно растројен јер су његови пријатељи осудили понашање Наталије Николајевне.
Нова рунда сукоба догодила се 21. новембра. На овај дан, Пушкин саставља оштро писмо Хичерену и писмо Бенкендорфу, у којима описује све што се догодило од пријема анонимних писама. Пушкин је рекао само Сологубу о писму Хичерену, који се, схвативши опасност ситуације, одмах обратио Жуковском , који се, како би спречио нови изазов, за помоћ се обратио Николају I. Цар је 23. новембра лично примио Пушкина, а песник је током разговора са Николајем обећао да се неће борити .
Венчање се одржало 10. јануара 1837. године. Наталија Николајевна је била присутна на венчању, али, попут браће, Дмитрија и Ивана, није остала на свадбеном ручку. Пушкинови нису примали младенце у свом дому, али су их срели 23. јануара на балу код Воронцов-Дашкових. Д'Антес је вређао Наталију Николајевну. Пушкин је послао 26. јануара 1837. Луису Хичерену „крајње увредљиво писмо“.Једини је одговор на њега могао бити изазов на двобој, а Пушкин је то знао. Добио је службени позив на двобој од Хичерена, ког је представљао Д'Антес, јер је Хичерен био велепосланик стране државе па није могао изаћи на двобој, јер би то значио сигуран крај његове каријере. Двобој се одржао 27. јануара на Црној реци, а Пушкин је тешко рањен.

### Смрт Пушкина
Последњих дана Пушкиновог живота његова супруга, према пријатељима, губи наду да ће преживети. Када се Пушкиново стање погоршало, молио је доктора да то не крије од Наталије Николајевне: „Не претварај се, ти је добро познајеш, она мора знати све. ". Пушкин је неколико пута звао своју жену и водили су самостални разговор. Понављао је да Наталија није крива за оно што се догодило и да јој је увек веровао..
Смрт супруга била је тежак шок за Наталију Николајевну, разболела се. Али, упркос стању у којем се налазила, инсистирала је да песник буде сахрањен у фраку, а не у камерјункерском мундиру, који је мрзео. Петак, дан смрти њеног супруга, постао је дан жалости за Наталију Николајевну. До краја свог живота у петак није излазила из куће, „препуштала се тужним успоменама и није јела ништа по цео дан“
Николај I је испунио дата обећања: платио је његове дугове, имање Пушкиновог оца под хипотеком очистио од дугова, удовици доделио пензију, а кћерима давао примања до удаје, синове је школовао за пажеве и давао 1.500 рубаља за њихово образовање до ступања у службу, Пушкинова дела издао о државном трошку у корист удовице и деце, те им једнократно исплатио 10.000 рубаља.
Хичерен је 1. марта 1837. године, током истраге двобоја, послао писмо Неселроду. У њему је негирао да је наговарао Наталију Николајевну да напусти њеног мужа, оптужио је за оно што се догодило и захтевао је да јој се узме изјава под заклетвом. Писмо је проузроковало ефекат који је Хичерен није очекивао: Николај I, коме је пренесен садржај поруке био је огорчен. Хичерен је брзо променио своје исказе и у свом писму од 4. марта 1837. године Алексеју Орлову, другом великом владином званичнику, изјавио је да је „она (Пушкина) остала чиста ... као и онда кад јој је господин Пушкин дао своје презиме“. " .

## Период након смрти Пушкина, 1837—1844
По препоруци лекара, Наталија Николајевна је морала хитно да напусти главни град, а и сама је то желела. Пре одласка се састаје са сестром Катарином.
Сестре су се састале да се опросте, вероватно заувек, а онда је, коначно, Катарина схватила несрећу коју је морала да носи на својој савести, плакала је …
Наталија Николајевна и Катарина Николајевна се више никада нису среле. У писмима из иностранства свом брату Дмитрију, Катарина говори о два писма која је примила од сестре. Према Араповој, њена мајка никада није помињала име своје старије сестре.
Пре одласка Наталија је посетила Софију Карамзину, која је своја запажања о њој поделила са својим братом Андрејем: «Изгубивши га [Пушкина] својом кривицом, страшно је патила неколико дана, али сада грозница пролази, остаје само слабост и депресија, али ускоро ће проћи и то. ». У другом писму Софија Карамзина се враћа на мисао да туга Наталије Николајевне неће дуго трајати: „... он [Пушкин] је знао, да је она ундина, у коју душа још није удахнута».
Пушкина је напустила Петербург 16. фебруара. Пролазећи Москвом, није посетила свекрва, који је био тамо, већ је послала брата Сергеја са захтевом да јој дозволи да долази са децом на лето. . Према савременицима, Сергеј Љвович, који је преживео смрт сина, био је веома узнемирен што га снаха није посетила и није довела своје унуке. . Свекар је посетио Наталију Николајевну у Полотњани Заводу у пролеће 1837. године и по његовим речима, "опростио се од ње као са вољеном ћерком".
До јесени 1838. године, Наталија Николајевна је живела са децом и старијом сестром Александром у Полотњани Заводу. Живели су одвојено од породице Дмитрија Гончарова у такозваној Црвеној кући .
Наталија се вратила у Санкт Петербург почетком новембра 1838. године, на инсистирање Загрјажске и, вероватно, сестре Александре. Загрјажска је омогућила Александри да постане дворска дама. Иако је постала дворска дама, Александра Николајевна се није преселила у палату, већ је остала да живи са својом сестром. Песникова удовица одржавала је везу са породицом и пријатељима. Нигде није ишла, вечери је проводила у дому Загрјажске, а касније - у салону грофице де Местре, своје друге тетке, код Карамзине и Вјаземског.
На Наталијино инсистирање, повериоци започињу преговоре о куповини Михајловског од осталих наследника имања у корист песникове деце. Лета 1841. и 1842. године Наталија је провела са породицом на овом имању. Планови Наталије Николајевне били су да посети Михајловско већ у лето 1837. године, а чини се да је Пушкинова комшиница Прасковја Осипова била обавештена о тим намерама. Познато је да је Пушкина из Полотњанија 1838. и 1839. године писала Осиповој на имању у Тригорском, поред Михајловског. . Осипова је није одбијала директно, али је осећала, према А. Тургењеву, "непријатељско осећање према њој (удовици) због Пушкина". Из овог или другог разлога, прва посета Михајловском Пушкинове догодила се тек неколико година касније. .
У августу 1841. године, према одлуци Н. Н. Пушкине, на Пушкинов гроб у Светогорском манастиру је био постављен надгробни споменик, рад кипара Александра Пермагорова . Писма Наталије Николајевне њеном брату Дмитрију указују да јој је у лето 1841. заиста требао новац. У Михајловском није било привредних активности, сви производи су морали да се купе, сеоска кућа је веома стара, пријатељи су је посећивали цело лето. У Михајловском је живео С. Љ. Пушкин са снахом, упутивши се у иностранство, имање је посетио Иван Гончаров са својом супругом. У септембру је Петар Вјаземски боравио у Михајловском . Наталија Ивановна Фризенгоф цртала је оловком портрете Наталије Николајевне, њених рођака и комшија на имању Михајловском. Наталија Ивановна, која је била добра цртачица, забележила је „тачно карактеристичне црте“..
Наталија Николајевна је написала брату да се уопште не разуме у питањима управљања имањем: «…не усуђујем се давати било какве наредбе из страха да ће се управник смејати право у моје лице», — и замолила је Дмитрија да дође и помогне јој, али из неког разлога он није испунио њен захтев. Касније, да би се вратила у Санкт Петербург до пре зиме, Пушкина је позајмила новац од Строганова..
У Санкт Петербургу, Пушкина се обратила попечитељству због добијања стипендије за образовање старије деце: лекције које су им предавале Наталија Николајевна и њена сестра више нису биле довољне, било је потребно запослити учитеље. Наталија Николајевна је заиста желела да њени синови студирају код куће, а затим иду на универзитет, међутим, због недостатка финансијских средстава, то није могла да приушти. Старији, Александар уписао је Другу гимназију у Петербургу, а неко време је и Григорије тамо студирао. Али Наталија Николајевна није имала новца да покрије читав средњошколски циклус. Касније су Александар (1848) и Григорије (из 1849) студирали у Пажеском корпусу, на шта је можда утицао њен други супруг Лански.
На двору се Наталија Николајевна почела појављивати од почетка 1843. године. Касније, удата за Ланског, писала би му:
 Плашим се да не будем на подвргнута неком понижењу. Сматрам да бисмо се требали појавити на двору тек када нам буде затражено да то учинимо, иначе је боље да мирно останемо код куће.
Пушкина је имала много обожаваоаца. Неки од њих - напуљски дипломата гроф Грифео и, вероватно, Александар Карамазин— познати су из писама Вјаземског, који је, према неким Пушкинистима, такође обожавао Наталију Николајевну. Арапова именује још два кандидата за руку своје мајке: Николаја Столипина и кнеза Голицина..

## Други брак
Током зиме 1844. године Пушкина упознаје Петра Петровича Ланског, пријатеља њеног брата Ивана. У пролеће те године је планирала да иде на море у Ревел због здравља деце. Међутим, путовање је одложено, јер је Наталија Николајевна сломила ногу, а у мају јој је Лански дао предлог за брак. О начину на који се разговарало о овом браку у јавном друштву сведоче записи из дневника Модеста Корфа из 28. маја 1844. године:
 Након седам година удовства, Пушкина се удала за генерала Ланског <…> ни Пушкина, ни Лански немају ништа, а друштво се диви овом савезу сиромаштва. Пушкина је једна од оних привилегованих младих жена које цар понекад почасти посетом. Пре око шест недеља, такође је био са њом, и као резултат ове посете, или случајно, Лански је постављен за команданта коњичке гардијске пуковније, што бар привремено осигурава њихово постојање .
Веровало се да је Лански направио каријеру браком са Наталијом Николајевном. Међутим, постоје и друга мишљења: нема доказа о „посебном напретку у каријери“ након брака са њом, а материјална ситуација породице Лански у наредним годинама, судећи по писмима Наталије Николајевне, није била лака . Венчање Наталије Николајевне и Ланскои одржано је 16. јула 1844. у Стрелни, старом предграђу Санкт Петербурга. Венчање је одржано у локалној цркви. Николај I је предложио да им буде кум, али је Наталија Николајевна, како пише њена ћерка Арапова, одбила овај предлог. На венчању је присуствовала само блиска родбина.
Писац В. В. Вересајев изнео је своју верзију другог брака Наталије Николајевне. На основу наговештаја у мемоарима Арапове, а такође користи причу објављену у монографији Павла Шоголева о обичају Николаја I да уговори брак својим љубавницама и тако обезбеди напредовање у каријери њихових мужева, Вересајев је тврдио да је песникова удовица у вези са царем и да је њен брак са Ланским имао "низ необичности" . Као доказ наводи две чињенице. Први случај се догодио на прослави годишњице коњичког гардијског пука. Цару је уручен албум са портретима пуковника, а он је затражио да поред портрета Ланског буде и портрет његове жене . Друга је порука пушкинисти Јакушкину од очевидаца: средином 19. века непозната особа је предложила да Московски историјски музеј купи златни сат са монограмом Николаја I по баснословној цени: сат је имао тајни задњи поклопац, испод ког је био портрет Наталије Николајевне. Особље музеја предложило је непознатом да дође поново, јер је неопходно размотрити његов предлог. Тај се човек више није појавио у музеју. Према Дмитрију Благоју то је био покушај преваре, продаја лажног сата осубљу музеја које би привукла сензационална прича.. Благој сматра да је Вересајев превише заокупљен својом верзијом, изграђеној у потпуности на гласинама и измишљотинама, узима то здраво за готово и понавља „оне наговештаје садржане у прљавом и одвратном анонимном пасквилу из 1836. године..
Пушкинови пријатељи су позитивно говорили о Ланском. Тако је Плетњов, упркос неспоразуму које се у почетку десио између њега и Ланског, касније написао: "Он [Лански] је добар човек" . Вјаземски пише: "Њен муж је добра особа и добар је не само према њој већ и према деци." . Након састанка са Наталијом Николајевном у Санкт Петербургу, Лав Пушкин пише својој жени у Одеси да је "разумео и опростио" њен други брак . Александра Николајевна је због своје тешке природе, развила напете односе са Ланским, а Наталија Николајевна је патила од тог неслагања, и покушала је да помири сестру и мужа. Александра Николајевна је живела код породице Лански до 1852. године, када се удала за Густава Фризенхофа.
Брак омогућава да се Наталиија Николајевна ослободи једног старатеља, Отрешкова, кога су на инсистирање Строгановог укључили у старатељство. Према сећањима Наталије Меренберг, Строганов се није бавио питањима старатељства већ је све случајеве препустио Отрешкову: "који се понашао веома неодговорно. Објављивање очевих дела било је немарно (1838-1842), пљачкао је и продао велики део очеве библиотеке, мали део је проследио мом брату Александру, пропустио је време погодно за наредна очева издања… Моју мајку није желео да слуша и није јој дозволила да се меша у послове старатељства ... " У пролеће 1846. године Наталија Николајевна је поднела захтев за именовање Ланског за старатеља над њеном децом.
У браку са Ланским Наталија Николајевна је родила три кћерке. Након њене смрти, Лански се бринуо о унукама своје супруге од њене кћерке из првог брака Наталије, када је после развода отишла у иностранство. Деца Наталије Николајевне из оба брака одржавала су међусобне контакте и током каснијих година.

## Последње године
Крајем 1840-их, деца рођака и пријатеља који из једног или другог разлога нису могли провести празнике код куће често су посећивали кућу породице Лански у Петербургу. У писмима Наталије Николајевне њеном супругу, који је служио у Ливонији 1849. године, спомињу се имена Пушкиновог нећака Лава Павлиштева, нећака Ланског Павла и Нешокиновог сина Александра.
Све у свему, врло сам задовољан мојим малим пансионом, лако је њиме управљати. Никада не бих могла да схватим како бука и граја деце могу сметати, ма колико била тужна, нехотице заборавим на тугу кад их видим срећне и задовољне.
Године 1851. Наталија Николајевна се разболела и тада је са сестром, иако незванично већ зарученом за Фризенхофа, и старијом кћерком из првог брака, отишла на неколико месеци у иностранство. Посетиле су Бон, Годесберг, вероватно и  Дрезден, Швајцарску и Остенде.
Непосредно пред крај Кримског рата, у јесен 1855. године, Ленски је прекомандован у Вјатки, а његове дужности укључују попуњавање активне војске са милицијом. Наталија Николајевна била је у пратњи свог супруга, а пар је живео у Вјатки око четири месеца. Једна од Наталијиних познаница говори јој о познатом руском сатиричару Шчедрину, који је био интерниран у Вјатки,  и замолила је да му помогне у његовом покушају да се оправда и врати у Петербург. Захваљујући помоћи Ланског. Шчедрин је враћен из егзила. Улога Наталије Николајевне, "у знак сећања на покојног мужа, који је некада био у положају сличном као Шчедрин",, у решавању Шчедринове судбине била је позната дуго, али због пристрасног става према њој, тој чињеници није придавана велика важност . Много се мање зна о умешаности Наталије Николајевне у судбину младића из породице Исаков који је ухапшен 1849. у случају "Петрашевци". Ланска, којој се обратила Исакова мајка, сазнала је његову судбину од Орлова.
Наталија Николајевна је 1856. године поднела молбу да ексклузивно право на објављивање Пушкинових дела добију двојица његових синова, "до краја живота". Цар Александар II је наложио грофу Блудову да изради нацрт закона о ауторским правима, према коме је рок очувања права на књижевно власништво за наследнике продужен на 50 година од дана смрти аутора. Закон је усвојен 1857. године, а песникови наследници су право на сва његова дела добили до 1887. године..
Последњих година свог живота, Наталија Николајевна је била тешко болесна. Сваког пролећа мучили су је напади кашља који су је спречавали да спава, лекари су веровали да само продужени спа третман може да јој помогне. Маја 1861. године Лански узима одмор и одведи своју жену и кћерке у иностранство. Прво су посетили неколико немачких одмаралишта, али Наталији Николајевној није било боље. Јесен су провели у Женеви, а зиму у Ници, где је Наталија Николајевна почела да се опоравља. Да би резултате лечења били успешни, било је потребно да проведу још једну зиму у благој клими . У лето 1862. године Ланска и њене кћерке (Лански се пословно вратио у Русију) посетиле су њену сестру Александру на имању у Бродзјанију у долини Њитре. Међутим, њен одмор су нарушили породични проблеми: Пушкинова најмлађа ћерка Наталија коначно је напустила супруга и дошла у Бродзјани са двоје старије деце. Наталија Николајевна је као дубоко религиозна особа патила од сазнања да се њена кћерка разводи, али, сматрајући себе кривом за то што тада није спречила тај брак, није наговарала Наталију Александровну да га спаси. Узбуђење је додао долазак Михаила Дубелта, који је одлучио да се помири са супругом, а када је схватио да је развод неизбежан, „показао је свој необуздан, непристојан карактер“. Барон Фризенхоф био је присиљен да затражи од Дубелта да напусти Бродзјани. У то време, Наталија Николајевна је својој кћерки предала 75 Пушкинова писма у нади да ће их, ака буде потребно, да их објави и побољша своје финансијско стање. Наталија Николајевна је чувала сва Пушкинова писма, упркос чињеници да је у многима од њих критикује.
 У тим писмима својој супрузи, песник понекад није бирао изразе, а неки од тих израза нису могли бити пријатни песниковој удовици, а она није могла да не схвати да би касније могли да је окриве за њену личност. До одређене мере, у овом случају се не могу сложити са Араповом када каже: «… само жена која је уверена у своју безусловну невиност могла је спасити (поред знања да ће пре или касније ићи на штампање) та писма, која би се у предрасудама врло лако могла употребити против ње».
Лански, који је дошао у Бродзјани у јесен 1862. године, затекао је своју жену болесну од бриге. Међутим, након што је провела зиму у Ници, Наталија Николајевна се осећала много боље и породица Лански се вратила у Русију.
У јесен је Наталија Николајевна отишла у Москву да крсти свог унука, сина Александра Александровича Пушкина. Тамо се прехладила и добила је упалу плућа. Умрла је 26. новембра 1863. године. Сахрањена је на гробљу Лазаревског у Лаври Александра Невског.

## Деца Н. Н. Пушкине-Ланске
Из првог брака (1831) са А. С. Пушкином:
1. Марија (удата Гартунг) (19. мај 1832 — 7. март 1919)
2. Александар (6. јул 1833 — 19. јул 1914)
3. Григорије (14. мај 1835 — 15. август 1905)
4. Наталија (у првом браку Дубелт, у другом — грофица фон Меренберг) (23. мај 1836 — 10. март 1913)

- Марија
- Александар
- Григорије
- Наталија

Из другог брака (1844) са П. П. Ланским:
1. Александра (15. мај 1845—1919) (супруг: Иван Андрејеви Арапов)
2. Софија (20. април 1846 — након 1910) (супруг: Николај Николајевич Шипов)
3. Јелисавета (17. март 1848 — након 1916) (1. супруг: Николај Андрејевич Арапов, 2. супруг: Сергеј Бибиков)

- Александра
- Софија
- Јелисавета

Унук А. С. Пушкина и Н. Н. Гончарове (из морганатског брака њихове кћерке Наталије и грофа Николаја Вилхелма од Насауа), гроф Џорџ Николај фон Меренберг, био је ожењен ванбрачном кћерком Александра II Олгом. Њихова унука Софија Николајевна (из истог брака) била је у моргананатском браку са унуком цара Николаја I Михаилом Михаиловичем. Њихова ћерка Надежда била је удата за лорда Џорџа Маунтбетена (до 1. јула 1917. - принц Џорџ Батенберг) - нећака (по мајци) царице Александре Фјодоровне, која је била унука британске краљице Викторије.

## Процена личности. Историја истраживања
Према Николају Рајевском, негативан однос према песниковој жени формирао се током живота. Одмах након Пушкинове смрти почео се ширити рукопис песме, у којем се анонимни песник-љубавник обратио удовици: "Овде вам све одише презиром ... Срамота сте целог света, издајница и песникова жена.". Благој напомиње да је ово дело невероватно као израз начина на који многи Пушкинови савременици реагују на трагедију. Једна од копија рукописа чува се у архиву породице Волф-Вовски, а односи се на блиско пријатељство са породицом Пушкин..
Први истраживачи догађаја који су претходили двобоју Пушкина безусловно су веровали негативним критикама савременика о Наталији Николајевној, одбацујући све позитивне изјаве. Нико није обраћао пажњу на оцену духовног изгледа Пушкинове супруге.. Објављивање Пушкинових писама (уређених и са белешкама његовој супрузи, које је Тургењев објавио 1878. године , покренуло је нови талас непријатељства према Наталији Николајевној . Већ први део публикације изазвао је невероватне критике и дивљења песника Е. Маркова, није наишао у писмима написаних на руском, на обични народни стил и свакодневне детаље, „ни узвишени осећаји, ни узвишене мисли“. Мемоари Арапове су објављени 1907. године у прилогу часописа. Кћерка Наталије Николајевне има за циљ да заштити мајку, али средства која је одабрала да то постигне само појачавају негативан став према њој. У својим мемоарима заснованим на гласинама и трачевима, одбацујући сведочанства пријатеља и прихватајући трачеве песникових непријатеља, Арапова покушава да докаже колико је тежак породични живот био са Пушкином за његову жену. Понављајући клевету о Пушкиновој вези са Александром Николајевном, приписујући Наталији Николајевној клевету о вези са царем Николајем, она није схватала да то само баца сенку на углед њене мајке.
Шчеголев је у својој монографији „Двобој и смрт Пушкина“ напоменуо да изглед омогућава Наталији Николајевној „да нема других предности“, и објављује све позитивне критике оних који је познају као "оду тој лепоти". Али он и даље сматра неопходним задржати резерву да истраживачи имају погрешну чињеничну основу у погледу Пушкинове. У критици трећег издања монографије Ј. Левкович напомиње:
 Појава песникове супруге, коју је створио Шчеголев, свом снагом је супротстављена жељи за сентименталном идеализацијом, која продире у истраживања и фикцију последњих година, супротна је имиџу породичног човека Пушкина.
Вересајев, пратећи правац који је поставио Шчеголев, иде још даље и гради хипотезу о Наталијиној афери са царем, користећи мемоаре Арапове као основу, које је прогласио «лажљивим». А очај Наталије Николајевне током Пушкинове агоније, приписао је егоизму {{ref+| Међутим, Вересаиев сматра да "Наталија Николајевна није била добра, већ нечасна жена». Изјава Пушкиниста је из времена његовог заједничког рада са М. А. Булгаковим (1930-их) на представи «Последњи дани (Александар Пушкин)», коју је у свом «Дневнику» споменула Е. С. Булгакова.. Марина Цветајева и Ана Ахматова оштро су говориле о Наталији Николајевној. Ахматова је Пушкину и њену сестру Катарину назвала саучесницама Хичкерена, тврдећи да без помоћи песникове жене, Хичкерен и д’Антес, не би могли учинити ништа против песника .
Каснија открића у руским и страним архивима, откриће нових Пушкинових писама и њених рођака (која се односе на период након смрти и другог брака), као и пажљиво проучавање већ познатих докумената доносе промене у процени понашања Наталије Николајевне. Њени биографи, Ободовскаја и Дементијев, истражују целу архиву Гончарових. Као резултат њиховог истраживања објављена је књига "Око Пушкина", у којој су објављена 14 Пушкинових писама и 44 писма њених сестара. Један од најважнијих открића је раније непознато Пушкиново писмо упућено Дмитрију Гончарову.
До тада су била позната само три Наталијина писма која су се односила на период након Пушкинове смрти и зато нису привлачила пажњу истраживача. Према Благоју, отворени нови материјали допринели су формирању новог, објективног погледа на индивидуалност сестара Гончаров и улоге које су свака од њих играле у периоду Пушкинове смрти. Потом су Ободовскаја и Дементијев спровели истраживање архиве Арапове, где су била сачувана писма Наталије Николајевне Ланском, и део њих су објавили у својој књизи „Након Пушкинове смрти“. Ова писма не само да додају нове карактеристике портрету Наталије Николајевне, већ такође помажу у расветљавању карактера другог мужа и односима између супружника који су засновани на наклоности и међусобном поштовању.
Упоређујући чињенице из различитих извора: сведочења савременика, Пушкинова писма супрузи, писма саме Наталије Николајевне њеном брату Дмитрију, можемо рећи да се слика Наталије Пушкине као гламурозне и неозбиљне лепотице чија се суштина манифестовала само у њеној страсти за друштвеном забавом, испоставила да је пролазна.
Међутим, у закључку, хтео бих да кажем о Наталији Пушкиној да ми се, у овом тренутку, у истраживањима о Пушкину чини да постоји још једна крајност - превише покушаја да се идеализује Пушкинова жена, да се опише готово као анђео. А она није била таква, била је жива особа, имала је своје мане и своје врлине.

## Писма Наталије Николајевне упућена Пушкину
Писма Наталије Николајевне свом супругу још увек нису пронађена. Познато је само неколико редова на француском језику које је додала мајчином писму када ју је посетила 1834. године у Јарополету. Писмо је Шчеголеву пренео песников унук Григорије Пушкин. Шчеголев га је објавио 1928. године са коментаром у коме је скренуо пажњу на „суздржаност“ Наталије Николајевне. Лариса Черкашина напомиње да је Шчеголев приступио сувише површно у тумачењу ових редова: Пушкина је писала, знајући да ће њену поруку прочитати не само њен супруг, већ и њена мајка . Ободовскаја и Дементијев, примећујући да се по овим редовима не може судити о жениним писмима супругу, ипак обраћају пажњу на чињеницу да се Наталија Николајевна на француском обратила своме мужу са „ти“ - што на француском звучи личније, искреније, него на руском језик. Тако се у писмима на француском своме брату обраћала са ви («vous»), као што је то било уобичајено у комуникацији са рођацима.
После Пушкинове смрти, сви папири су заплењени у његовој канцеларији по налогу Бенкендорфа, писма удовици су такође достављена начелнику жандармерије. Бенкендорф наређује да се предају Наталији "без детаљног читања истих, већ само потврђујући тачност његовог рукописа". Пушкина се 8. фебруара 1837. године спремала да напусти Санкт Петербург, и замолила је Жуковског да их врати: «… помисао да видим његове папире у погрешним рукама ми слама срце…» У попису Пушкинових радова сачуване су белешке о предајиписама Жуковском и да их је он потом предао удовици.
Постоји неколико верзија судбине ових докумената. Постоји претпоставка да је Пушкинов син Александар (он је добио све Пушкинове рукописе према жељи мајке), испунио њену вољу и уништио их. Постоји и могућност да су изгорели током пожара у Александровом дому 1919. године. Већ 1902. Владимир Сајтов, руски библиограф и историчар књижевности, тражио је да се разјасни судбину писама и обратио се Петру Бартеневу ради објашњења. На захтев Сајтова, он је одговорио да, према најстаријем песниковом сину, та писма не постоје. Сајтов се потом обратио главном кустосу одељења за рукописе музеја Румјанцев Георгијевском, од ког је добио одговор да он нема права да „издаје Пушкинове тајне“ . Претражујући нестале документе, Михаил Дементијев је пронашао писмо Руске књижевне коморе при совјетском државном удружењу Госиздат, датирано на 30. октобар 1920. године. Ово писмо садржи списак књига припремљених за штампање. Списак обухвата публикацију „Писма НН Пушкине“ и њен обим од 3 штампане странице. Књижевна критичарка Сара Житомирска сматра да су то писма не само Наталије Николајевне, већ и писма која су јој упућена. Житомирска је сигурна да Пушкинова писма нису примљена у музеју Румјанцев. Године 1977. бивши директор Пушкинове куће (Институт за руску књижевност Руске академије наука) у Лењинграду, Николај Белчиков, тврдио је да је почетком 1920-их видео текстове Пушкинових писама припремљених за објављивање, од њих је направио изводе које након пуно година није могао да пронађе у својој личној архиви. Научници који не губе наду у проналажењу писама примећују да је 1919. године Валериј Бријусов у својој изјави Савету народних комисија директно писао да је музеј Румјанцев "чувао писма Пушкинове супруге, која су под различитим околностима предали музеји наследници великог песника ... "  Према Георгијевском, Пушкинова писма однели су из музеја његови потомци. Можда, ако постоје, ти папири се чувају у иностранству (претпостављало се да су пренесени у Енглеску или Белгију).

## Дела А. С. Пушкина, посвећена вереници и жени
Пушкин је Наталији Николајевној посветио песму „Мадона“, а према неким пушкинистима њој је посвећена и песма „На брдима Грузије“ као и неколико еротских песама .
- «На брдима Грузије » (1829),
- «Мадона » (1830),
- «Кад сам у наручју... » (1830. први пут објављена: Руска старина, август 1884),
- « Не, не уживам у бунтовном задовољству ... » (током Пушкиновог живота није објављена, датира из 1831. године према рукопису Н. Н. Пушкине, у неким издањима стихови носе назив „Жени“ и датирају из 1832. године),
- «Време је, пријатељу, време је! Остало срце пита ... » (1834),
- « Моја судба је решена, ја ћу се оженити…» — три скице (мај 1830) аутобиографске природе забележене у рукопису „Са француског језика“. Оне су одражавале историју Пушкиновог повезивања са Гончаровом и његове мисли у вези ње. Истраживачи бележе случајност многих детаља са стварним догађајима.[90].

## Н. Н. Гончарова у уметничким делима
Шчеголев је у својој монографији "Двобој и смрт Пушкина", константовао да је смрт песника резултат комбинације многих разлога, међутим, све је свео на породични сукоб. Књига Шчегољева, написана живописно и фасцинантно, до данас је драгоцена у свом документарном делу, и представља једнострану слику Наталије Николајевне као жене која се бави искључиво друштвеним животом . Овај портрет Наталије Николајевне појављивао се и у делима других аутора, међу којима је В. Вересајев.
Филм
- «Песник и цар » (1927), режисер В. Гардин, Наталија — И. Володко,
- «И с вами снова я…» (1981), режисер Б. Галантер, Наталија Николајевна Пушкина-Ланска — И. Калиновска,
- «Последњи пут» (1986), режисер Л. Менакер, Наталија Гончарова —Е. Караџова,
- «Пушкин: Последњи дуел» (2006), режисер Наталија Бондарчук, Наталија Гончарова — Ана Снаткина.
- «Дуел: Пушкин — Лермонтов» (2014); Наталија Гончарова — Светлана Агафошина.

Драме
- «Пушкин и д’Антес», В. Каменски (1924) (није објављено),
- «Пушкин и Николај I», Н. Лернер (1927) (није објављено),
- «Последњи дани (Александар Пушкин)», М. Булгаков (1935; објављено у СССР-у 1955),
- «Отац», Аугуст Стриндберг (1887) [91].

Песме
- Непознати аутор - „Двоје на састанку ...“

Песма у којој непознати аутор оптужује песникову жену за његову смрт. Написана 1837. године, одмах након Пушкинове смрти, објављеним 1915. године.
- П. Вјаземски - "На представљању албума (Наталија Пушкина)".

Песма је написана у септембру 1841. године, када је песник био у посети удовици у Михајловском. Није објављена током живота Вјаземског.
- Н. Агнивцев — «Дама из Ермитажа»
- М. Цветајева — «Срећа или туга…» (1916)
- М. Цветајева — «Психа» (1920)
- Н. Доризо - «Наталија Пушкина»

Проза
- А. Кузњецова  — «Моја Мадона», прича
- А. Кузњецова — «А душу твоју волим…», прича

Тридесетих година прошлог века, књижевни критичари (В. С. Нечајев, М. А. Рибников) сугерисали су да је у «Песми о трговцу Калашникову» Љермонтова — лик жене Калашникова — портрет саме Наталије Николајевне. У целини, прихватајући ову хипотезу, Д. Благој је приметио да се у главним детаљима радња Љермонтовог дела не поклапа са стварним догађајима .

### Портрети Н. Н. Гончарове
Сачуван је велики број портрета Наталије Николајевне, међутим, готово сви се односе на период након смрти Пушкина и другог брака. Њена једина слика из детињства је цртеж непознатог уметника на који је насликана у узрасту од шест до седам година. . У једном свом писму вереници у лето 1830. године, Пушкин изражава жаљење што нема њен портрет, али му је утешна копија Рафаелове слике Мадона и дете, изложене у књижари Сљонин . Такође се сугерисало да је Пушкин имао на уму копију друге Рафаелове слике, Сикстинске Мадоне . Акварел А. П. Бријулова, настао је у првој години њеног брачног живота са Пушкином, одликује се вештином, лакоћом, прозрачношћу и, истовремено, пажљивом израдом , али не открива другу, духовну појаву, коју, међутим, оправдава екстремна младост самог модела . Укупно, Пушкинови рукописи садрже четрнаест слика Наталије Николајевне.
Готово сви портрети Наталије Николајевне из 1840-их израђени су на иницијативу П. А. Вјаземског, који је био заљубљен у Наталију. Према Вјаземском, Пушкина је у то време била „изненађујућа, деструктивна, погубно добра“. Аутор већине акварелних портрета Наталије Николајевне из овог периода је дворски уметник Владимир Гау. Пушкина је за њену најуспешнију слику сматрала акварел из 1843. године (није сачуван), израђен за царски албум. На њему је Наталија Николајевна приказана у хаљини у хебрејском стилу, у којој се појавила на једном од дворских балова.
Једна од најзанимљивијих слика Пушкине-Ланске је портрет приписан уметнику И. К. Макарову. Историја њеног стварања позната је из писма Наталије Николајевне (1849) њеном другом мужу. Намеравала је Ланском да поклони своју фотографију или дагеротип. Међутим, Наталија Николајевна је обе ове слике сматрала неуспешним и обратила се Макарову ради савета о њиховом исправљању. Уметник је предложио да њен портрет наслика уљем. Портрет је завршен у три сесије, а Макаров није наплатио за њега и тражио је да га прими као поклон из поштовања према Ланском. Према речима шефице одељења за технолошка истраживања Државног руског музеја Светлане Корсакове, Макаров је успео приказати Наталијину „унутрашњу духовност“, њену „вечну женственост Мадоне“ и истовремено одражавајући изглед жене која много пати.
Николај Рајевски, посетио је пре Другог светског рата замак Бродзјањи, описује дагеротип сачуван код потомака Александре Фризенхоф. На њему је приказана Наталија Николајевна, њена сестра Александра и деца Пушкина и Ланског. Према Рајевском, ниједан портрет Пушкине-Ланске који му је био познат није као овај тако успешно преносио „живахни и симпатични поглед“ који ме је натерао да се сетим „искрених Пушкинових писама својој супрузи“. Рајевски је овај дагеротип датирао на 1850-1851. Није познато да ли још увек постоји.. Последњих година свог живота Наталија Николајевна се фотографисала. На фотографијама из друге половине 50-их - почетка 60-их, она се појављује као средовечна и болесна жена.